# Macellidiopygus debilis
Macellidiopygus debilis là một loài bọ cánh cứng trong họ Cerambycidae.